# Banque de développement du Mali
 (avril 2013).
Si vous disposez d'ouvrages ou d'articles de référence ou si vous connaissez des sites web de qualité traitant du thème abordé ici, merci de compléter l'article en donnant les références utiles à sa vérifiabilité et en les liant à la section « Notes et références ».
La Banque de Développement du Mali (BDM) est un Groupe Bancaire malien avec un capital de 50 Milliards de F CFA. Elle possède plusieurs filiales en Afrique (Guinée-Bissau, Côte d’Ivoire, Burkina Faso, Sénégal et Togo) et en Europe (France et Espagne).
En 2021, le Groupe compte plus de 200 agences et quelque 500 collaborateurs.
Jusqu’au jour d’aujourd’hui détient le titre de meilleur banque de UEMOA.
La BDM a enregistré un total bilan de plus de 1 000 milliards FCFA (1,7 milliard de dollars) et un bénéfice chiffré à plus de 15 milliards de FCFA (25,5 millions de dollars).

## Création et évolution du groupe BDM

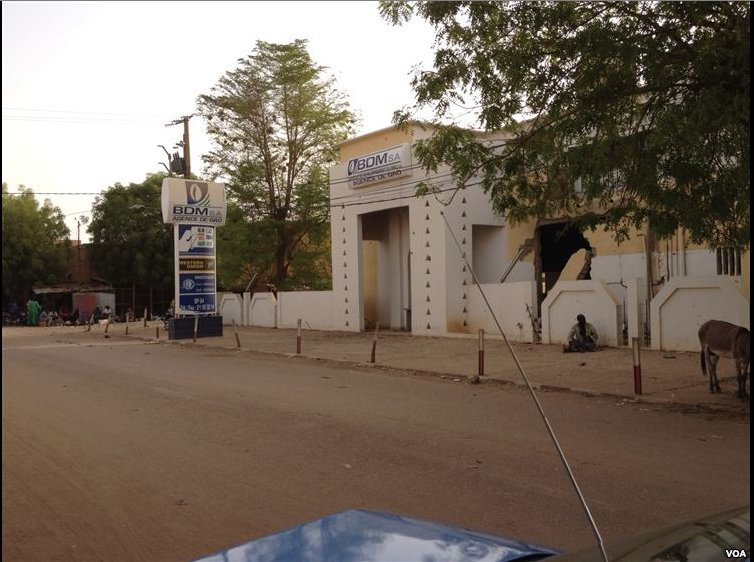
Succurcale du BDM à Gao, détruite lors du conflit de 2012.

La Banque de Développement du Mali été créée le 22 mars 1968 dans le cadre des accords de coopération franco-maliens. Sa vocation essentielle était d’assumer le financement des entreprises nationales.
20 ans plus tard, face à l’environnement changeant et aux nouveaux enjeux du secteur, il était apparu nécessaire d’adapter la banque par un système de restructuration.
En 1989 la BDM SA, société anonyme voit le jour avec un actionnariat ouvert aux privés.
Le capital est reparti entre :
- L’État malien 19,58 %
- La Banque of Africa (EX BMCE) 32,38 %
- La Banque Ouest africaine de Développement (BOAD) 15,96 %
- La Chambre de commerce et d’industrie du Mali (CCIM) 17,87 %
- Divers privés maliens 14,21 %.

## Chiffres clés
La BDM est le 1er Groupe Bancaire malien et le 4eme de l’espace  UEMOA[réf. nécessaire] qui compte plus de 150 établissements de crédit.
Également 1re banque sur la place du Mali avec une part de marché de 29,3 % des dépôts et 20,3 % des crédits. La BDM réalise un résultat de plus de 12 Milliards de FCFA sur les 5 dernières années.